# Ben Schonzeit
Ben Schonzeit (* 9. Mai 1942 in Brooklyn, New York City, USA) ist ein US-amerikanischer zeitgenössischer Maler und wichtiger Vertreter des Fotorealismus, der in New York lebt.

## Leben und Werk
Ben Schonzeit studierte bis 1964 an der Cooper Union in New York.
Er hatte seine ersten Einzelausstellungen im Jahr 1970 French & Co. in New York und 1971 in der Galerie DeGestlo in Hamburg und in der Galerie Mikro in Berlin.
Ben Schonzeit ist bekannt für sein großformatigen fotorealistischen, vorwiegend Acryl-Gemälde von Alltagsgegenständen, Lebensmitteln, Früchten, Blumen, Gemüse, Tieren oder riesige Porträts von Menschen. Er vergrößert die abgebildeten Gegenstände bis in das kleinste Detail und schafft so eine neue Realität der Wahrnehmung. Einige seiner Bilder haben in ihrer Überzeichnung Anklänge an den Surrealismus.
Ben Schonzeit war mit einigen Bildern Teilnehmer der Documenta 5 in Kassel im Jahr 1972 in der bahnbrechenden Abteilung Realismus und auch auf der Documenta 6 im Jahr 1977 als Künstler vertreten. Er hat bis zum heutigen Tag weltweit Ausstellungen in den bedeutenden Museen und Galerien zuletzt 2009 in Picturing America: Photorealism in the 1970s im Guggenheim Museum in Berlin.

„Die Bilder, die ich mache, sind sehr oft grell und grob, die Themen nie die feinsten. Ich konzentriere mich (oder auch nicht) oft auf Dinge, die sonst meist als wertlos abgetan werden... und sicherlich auch keinen wirklichen Kunstwert haben... Ich hoffe, dem Betrachter eine erhöhte Erfahrung und Bewusstheit angesichts jener Dinge zu vermitteln, denen man tagtäglich begegnet.“

## Wichtige Sammlungen
(Auswahl)
- Belfast Museum, Belfast
- Van Boynigen Museum, Rotterdam
- Denver Art Museum, Denver, Colorado
- Isetan Museum, Tokio
- Solomon R. Guggenheim Museum, New York
- Kunsthalle Basel
- Kunsthalle Hamburg
- Metropolitan Museum of Art, New York
- Museum of Contemporary Art, Chicago, Illinois
- Neue Nationalgalerie, Berlin
- Neue Galerie, Aachen
- Neues Museum Weserburg, Bremen
- Van Abbemuseum, Eindhoven